# Polydactylus multiradiatus
Polydactylus multiradiatus és una espècie de peix pertanyent a la família dels polinèmids.

## Descripció
- El mascle pot arribar a fer 21 cm de llargària màxima i la femella 24,5.[6][7]

## Alimentació
Es nodreix de gambes (de fet, sempre es troba en associació amb les de les espècies del gènere Penaeus, si més no al golf de Carpentària).

## Hàbitat
És un peix d'aigua marina i salabrosa, demersal i de clima tropical (4°S-34°S, 113°E-154°E) que viu entre 10 i 56 m de fondària a les aigües costaneres de fons sorrencs i fangosos.

## Distribució geogràfica
Es troba al sud d'Indonèsia (els mars de Timor i d'Arafura) i el nord d'Austràlia (des del golf d'Exmouth -Austràlia Occidental- fins al riu Clarence -Nova Gal·les del Sud-).

## Observacions
És inofensiu per als humans.